# Пхахуаза
Пхахуа́за (кабард.-черк. Пхъэгулъ гъуазэ) — гора в предгорьях Центрального Кавказа. Расположена недалеко от административной границы между Кабардино-Балкарией и Северной Осетией.
Является высшей точкой Терского района Кабардино-Балкарии.

## География
Гора Пхахуаза расположена в северной части Кабардино-Сунженского хребта, справа от реки Курпо. Абсолютная высота вершины составляет 594 метра над уровнем моря. Относительные высоты составляют около 250 метров. Склоны горы покрыты сплошным широколиственным лесом. 
Ближайший населённый пункт — село Верхний Курп, расположенный в 7 км к северу от вершины горы. 

## Этимология
Название горы в переводе с кабардинского языка означает «алычовый ориентир», где пхъэгулъ — «алыча», гъуазэ — «ориентир». 

## История
Во время Великой Отечественной войны, в период Моздок-Малгобекской операции на склоне горы располагался 4 батальон 60 сбр советской армии, которая обороняла проходы с северного склона Кабардино-Сунженского хребта вдоль долины реки Курп, на южный.  